# NGC 5689
NGC 5689 este o galaxie lenticulară situată în constelația Boarul. A fost descoperită în 1787 de către William Herschel. Se află la o distanță de 35 de megaparseci de Pământ.